# Temamatla
Temamatla är en ort i Mexiko, och administrativ huvudort i kommunen Temamatla i delstaten Mexiko. Temamatla ligger i den centrala delen av landet och tillhör Mexico Citys storstadsområde. Orten hade 5 633 invånare vid folkmätningen 2010.

## Galleri

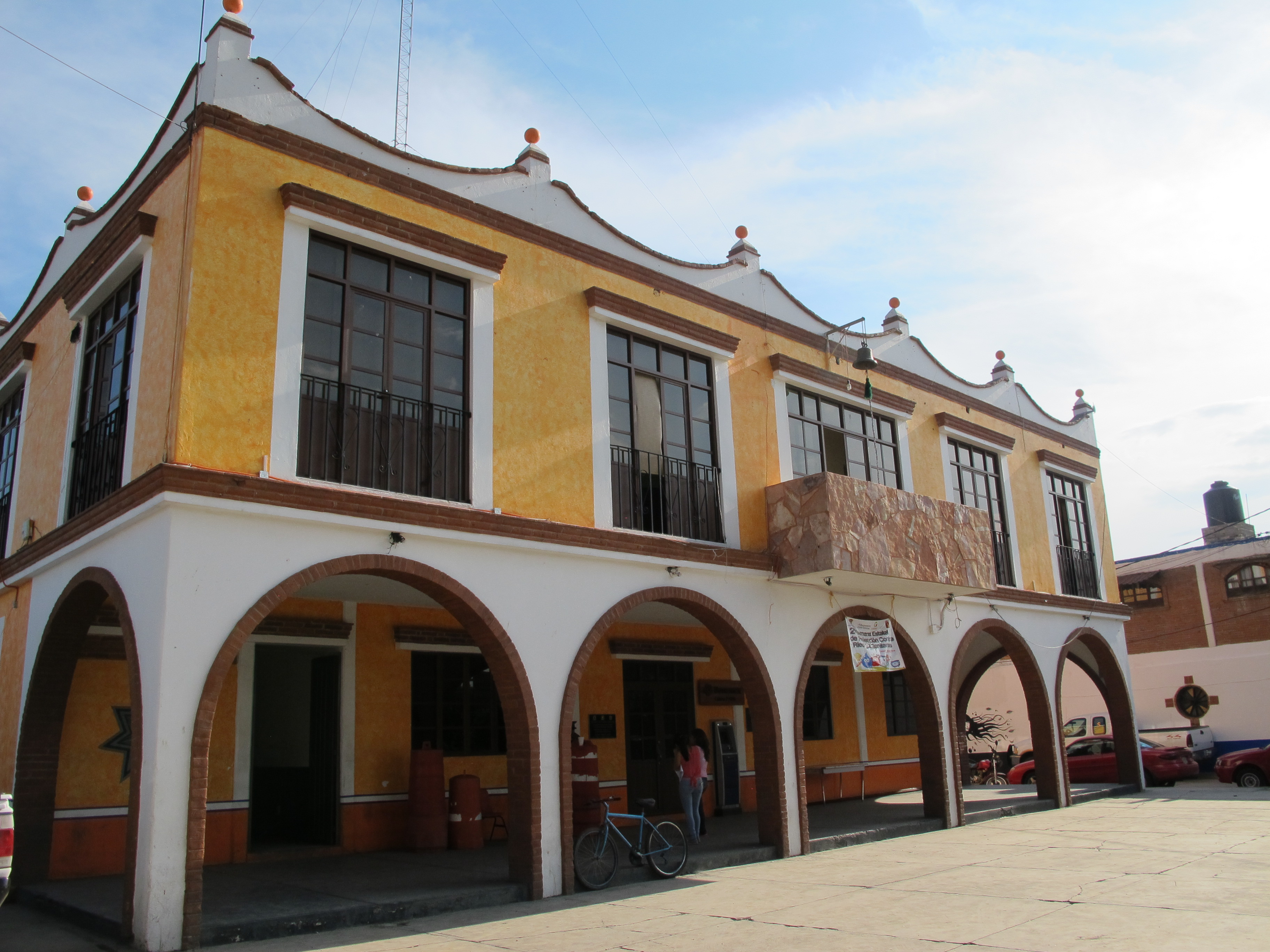
Stadshuset.
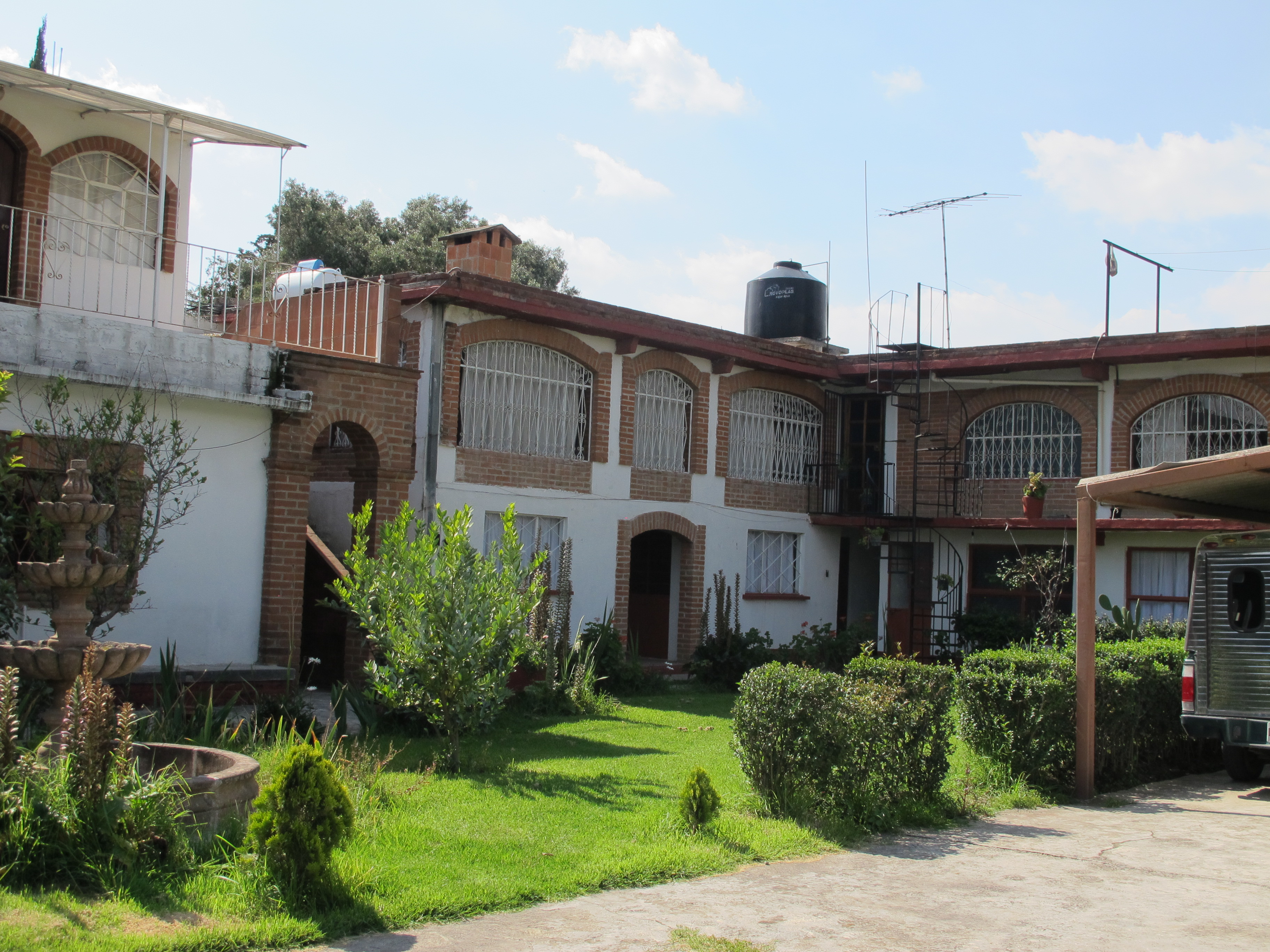
Biblioteket José Porfirio Miranda.
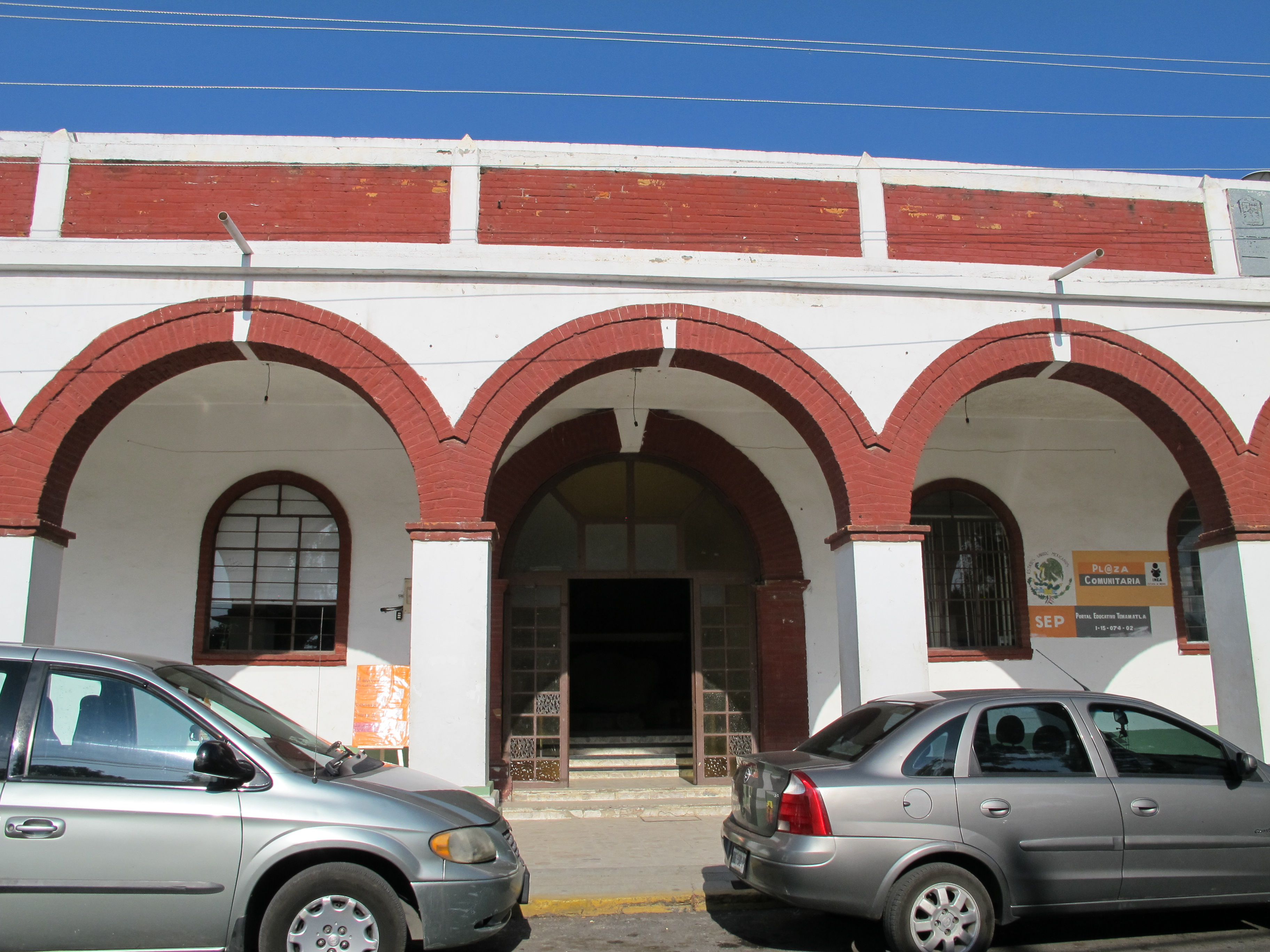
Stadbibliotek och museum.
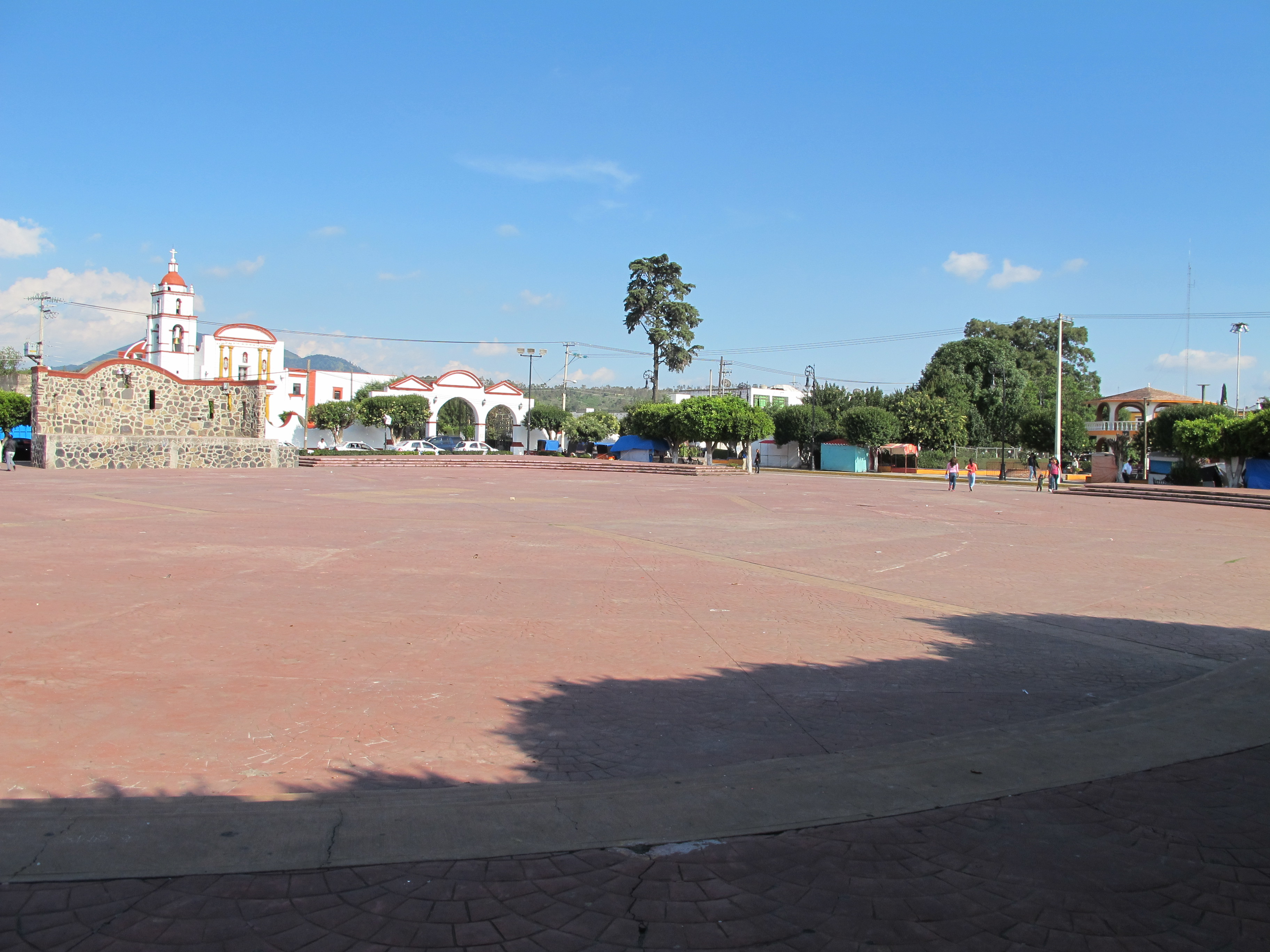
Torg.
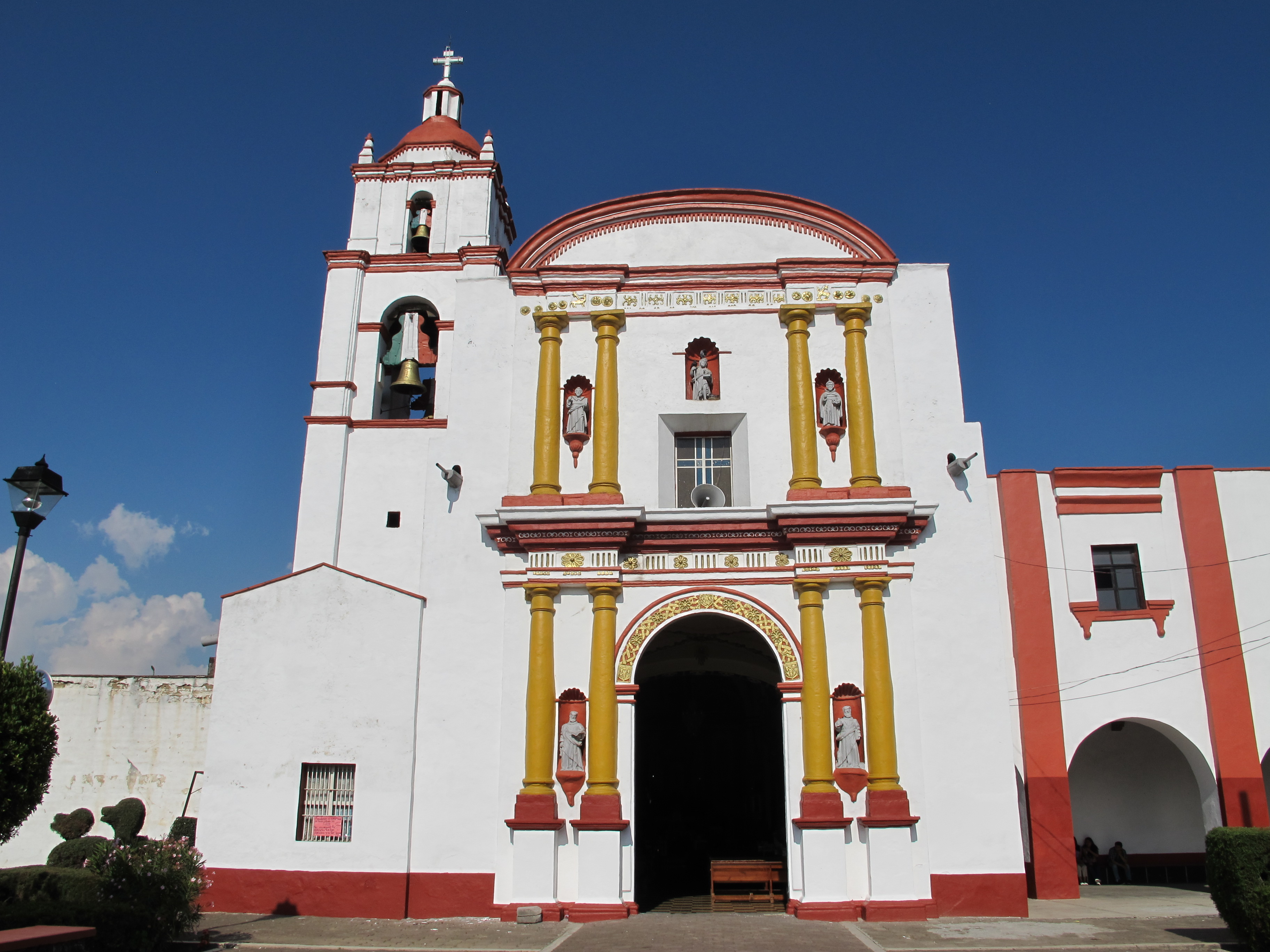
San Juan Bautista-kyrkan.